# Швайна
Швайна (нем. Schweina) — община в Германии, в земле Тюрингия.
Входит в состав района Вартбург. Население составляет 2929 человек (на 31 декабря 2010 года). Занимает площадь 16,40 км².
Община подразделяется на 3 сельских округа.